# Jõelähtme kommun
Jõelähtme kommun (estniska: Jõelähtme vald) är en kommun i landskapet Harjumaa i norra Estland, direkt öster om huvudstaden Tallinn.
Byn Jõelähtme utgör kommunens centralort.

## Geografi
Jõelähtme kommun ligger vid Finska vikens södra strand och omfattar ett antal öar utanför fastlandet, de största av dessa är Ramö, Koipsi, Rohusi, Stora Malö, Lilla Malö och Vahekari. 

### Karta

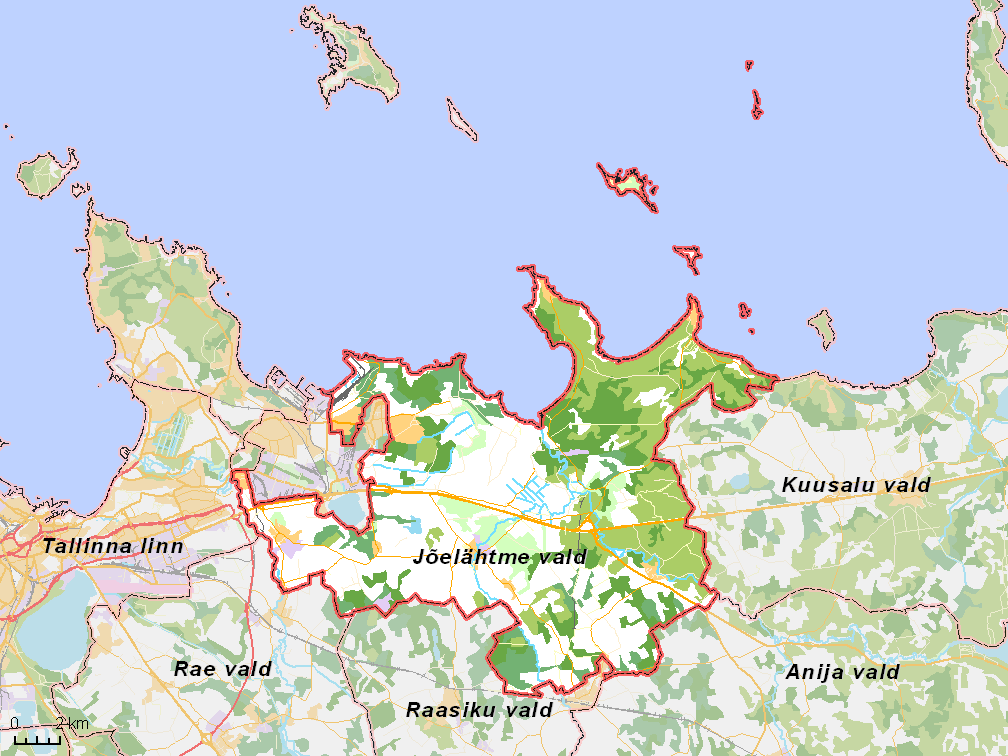
Översiktlig karta över kommunen.

### Klimat
Årsmedeltemperaturen i trakten är 2 °C. Den varmaste månaden är juli, då medeltemperaturen är 17 °C, och den kallaste är februari, med −10 °C.

## Orter
I Jõelähtme kommun finns två småköpingar och 34 byar.

### Småköpingar
- Kostivere
- Loo

### Byar
- Aruaru
- Haapse
- Haljava
- Ihasalu
- Iru
- Jõelähtme
- Jõesuu
- Jägala
- Jägala-Joa
- Kaberneeme
- Kallavere
- Koila
- Koipsi
- Koogi
- Kostiranna
- Kullamäe
- Liivamäe
- Loo
- Maardu
- Manniva
- Neeme
- Nehatu
- Parasmäe
- Rammu
- Rebala
- Rohusi
- Ruu
- Saha
- Sambu
- Saviranna
- Uusküla
- Vandjala
- Võerdla
- Ülgase